# Ca l'Ambrós
La Casa Bofill o Ca l'Ambrós és un habitatge modernista a la vila de Palafrugell (el Baix Empordà) inclòs en l'Inventari del Patrimoni Arquitectònic de Catalunya.
Edifici entre mitgeres, de planta baixa i dos pisos. A la planta baixa hi ha dues obertures d'arc conopial als extrems; la de la dreta és la porta d'accés. Al primer pis hi ha una gran tribuna central sostinguda per mènsules amb decoració vegetal; hi són remarcables les gàrgoles amb caps d'animals als extrems de la part superior. A banda i banda hi ha una finestra decorada amb motius vegetals. Al segon pis hi ha cinc obertures d'arc mixtilini, tres de les quals ocupen l'espai superior de la tribuna, que fa de balcó protegit per una barana de ferro. El coronament és amb cornisa de maó i teula. La coberta és de teula, a dos vessants.

## Història
Segons consta en la documentació consultada a l'Arxiu Històric Municipal de Palafrugell, el propietari de la finca, Sr. Joan Bofill i Giralt, fou autoritzat el 14 d'abril de 1911 a construir una casa d'acord amb el plànol presentat a l'ajuntament. Segons sembla, no va poder acabar l'obra en el termini concedit de quatre mesos i el 27/12/1912 va demanar permís per concloure-la definitivament i construir un mirador/façana segons plànol adjunt. El director de l'obra va ser Miquel Mundet.